# Doren
Doren ist eine österreichische Gemeinde mit 1060 Einwohnern (Stand 1. Jänner 2024), die sich im Norden des Bregenzerwalds im Vorarlberger Bezirk Bregenz befindet.

## Geografie
Das Gemeindegebiet Dorens befindet sich im Nordwesten des Bregenzerwaldes und zählt zum Vorderen Bregenzerwald. Die Gemeinde Doren liegt etwa zu zwei Drittel auf der Südseite des Sulzbergstocks, welcher zur Molassezone zählt, und zu einem Drittel an dessen Nordseite. Die Gemeindegrenze der Gemeinde wird durch die drei Flüsse Weißach im Südosten, Bregenzer Ach im Südwesten und Rotach im Nordwesten, sowie durch tief in das weiche Gestein eingeschnittene Gräben gebildet.
Die Ortsmitte hat eine Höhe von 711 m ü. A., der tiefste Punkt ist die Rotachmündung mit 460 und der höchste Punkt die Haldenhöhe mit 960 m ü. A. Die Gemeinde hat eine Fläche von vierzehn Quadratkilometer. Davon ist fast die Hälfte landwirtschaftliche Nutzfläche, mehr als vierzig Prozent sind bewaldet.
Doren ist Mitglied des deutsch-österreichischen Gemeinschaftsprojekts Naturpark Nagelfluhkette. Die Landschaft wird von Wäldern, Naturdenkmälern, zahlreichen Gewässern, Hochmooren und Biotopen geprägt.
Sorgen macht der Gemeinde ein seit etwa 100 Jahren instabiler Steilhang über der Weißach, von dem nach Starkregen immer wieder Erd- und Gesteinsmassen abbrechen. Die Abbruchkante arbeitete sich inzwischen bedrohlich nahe ans Dorf und an die Landesstraße heran. Als Ursache wird von den oberhalb des Dorfes liegenden Bergen hereindrückendes Grundwasser, das die Hangflanke im Innern destabilisiert, vermutet. Mit einem Sondierungsbrunnen sollen die Wasserströme in Erdinnern 2021 beobachtet werden. Falls es sinnvoll ist, soll danach ein etwa 100 Höhenmeter unterhalb der Abbruchkante beginnender Stollen etwa 200 m weit unter das Dorf getrieben werden und Wasser, das den Hang destabilisiert, aus diesem ableiten. Abschließend ist eine Begrünung der Hangflanke geplant. Die geschätzten Kosten liegen im unteren zweistelligen Millionenbereich.

### Nachbargemeinden
Doren grenzt an fünf andere Vorarlberger Gemeinden im Bezirk Bregenz.
| Langen bei Bregenz | Sulzberg                                    |          |
|                    | Kompassrose, die auf Nachbargemeinden zeigt | Krumbach |
| Alberschwende      | Langenegg                                   |          |

## Geschichte
Die Geschichte der Nutzbarmachung der Flächen am sonnigen Ausläufer des Sulzbergstockes reicht bis etwa 1000 n. Chr. zurück. Unter den Grafen von Bregenz und Pfullendorf ließen sich um das Jahr 1300 die ersten Menschen dauerhaft in der heutigen Parzelle Sulz nieder. Von dort aus erschlossen sie den als Alpe genutzten Berg darüber, den Sulzberg. Mit dem Wachstum der Bevölkerung ergab sich die Notwendigkeit zur Einrichtung einer örtlichen Verwaltung. Angesichts der zunehmenden Machtfülle am Sulzberg – mit neuer Pfarrkirche, Gasthäusern, einem Badehaus und mehreren Kaufläden – wurde diese dort eingerichtet. Im Jahr 1838 suchten einige Gemeindeleute beim Dekanat um die Erhebung der Expositur zu einer Pfarre an. Da sowohl Dekan Walser als auch Pfarrer Kohlhaupt von Sulzberg sich dagegen wandten und auch der damalige Expositus Osterberger nichts dafür unternahm, wurde das Ansuchen vom Konsistorium in Brixen abgewiesen. Als Argumente wurden angeführt, dass Doren gemeindemäßig mit Sulzberg zusammengehört und die Seelsorgspflege durch Osterberger vorbildlich sei. Aus diesem Grund begannen wenige Jahre später die ersten Bemühungen zur Errichtung eines eigenen Gemeinwesens. Am 30. Mai 1844 stellte die Parzelle Doren beim Kreisgerichtsamt ein Ansuchen. Es wurde gebeten, das Gebiet der bisherigen Expositur zu einer eigenen Gemeinde zu erheben und von Sulzberg abzutrennen. Die Gründe, die in dem Schreiben angeführt wurden, waren dieselben, die früher zur Errichtung der Expositur geführt hatten. Auch hatte es Unstimmigkeiten gegeben, so dass die Dorener mit der Gemeindeführung in Sulzberg nicht zufrieden waren. Als am 12. Juni das Gesuch der Gemeindevorstehung in Sulzberg vorgelegt wurde, antwortete diese sehr abweisend. Eine Trennung sei vor allem wegen zahlreicher Konkurrenzpflichten der Dorener abzulehnen. Am 12. September 1844 entschied das Kreisgericht, dass ein gütlicher Vertrag über die kirchlichen Beziehungen und die Konkurrenzpflichten die Voraussetzung für die Gemeindebildung sei. Nun schlugen die Dorener vor, beiderseits eine Kommission zu bestimmen. Sulzberg lehnte dies mit dem Grund ab, dass dies eine Anerkennung als eigene Gemeinde bereits voraussetzen würde. Trotz dieser Weigerung forderte das Kreisamt beide Fraktionen auf, drei Vertreter für die Kommission zu wählen. Die Wahl sollte am 22. April 1845 in den Schulhäusern von Sulzberg und Doren stattfinden. Die Bevölkerung wurde mit Strafandrohung zum Erscheinen aufgefordert. Die Sulzberger aber verweigerten geschlossen die Wahl. Dieses hartnäckige Verhalten veranlasste das Kreisamt zu einer Rüge und dazu, die Sache nun ganz an sich zu ziehen. Das Kreisamt Bregenz bestimmte von Amts wegen Gemeindevorsteher Johann Konrad Vögel, Gemeinderat Johann Peter Fink und Alois Fink als Vertreter Sulzbergs. Die Verhandlung wurde auf den 20. August 1845 in Bregenz angesetzt. Sie führte zu keiner definitiven Entscheidung, aber im Hinblick auf die Verhandlung wurden für die strittigen Punkte bereits im Vorfeld Regelungen geplant. In der Folge gaben auch Pfarrer Alois Schuchter von Sulzberg, sowie die zuständigen geistlichen Stellen ihre volle Zustimmung zur Trennung, da man aus ihrer Sicht alle Streitpunkte beseitigen könne. Am 28. Februar 1847, mit Dekret vom 8. Jänner, entschied das k. k. Gubernium in Innsbruck die Gemeindebildung, stellte aber der Gemeinde Sulzberg die Appellation an die Hofkanzlei frei. Diese machte am 15. April 1847 auch vergeblich davon Gebrauch. Am 19. August 1847 sprach Kaiser Franz I. die Errichtung der Gemeinde Doren endgültig und rechtskräftig aus. Eine eigene Kommission regelte die noch strittigen Punkte.
Musik hat eine lange Tradition in Doren. So wurde der Musikverein bereits 1824 erstmals schriftlich erwähnt. Das ist vor der Gründung der Gemeinde, die 1847 erfolgte. Ebenso ist der gesamte Bregenzer Wald für seine Käsereien bekannt. In Doren eröffnete 1901 die erste Käsereischule Österreichs.
Einen wirtschaftlichen Aufschwung brachte die zwischen 1900 und 1902 gebaute Bregenzerwaldbahn. Hochwasser und Felsstürze beschädigten die Strecke jedoch immer wieder, weshalb die Strecke 1985 offiziell stillgelegt wurde. Zudem lagen die Stationen teilweise weit von den Orten entfernt und die Höhenunterschiede zur Bahn waren beträchtlich. So liegt auch Doren drei Kilometer Luftlinie vom ehemaligen Bahnhof Doren-Sulzberg in der Bozenau entfernt und etwa 250 Höhenmeter oberhalb diesem.

### Ortsname
Der Name Doren wurde im Jahr 1379 erstmalig urkundlich erwähnt. Im Montforter Urbar scheint unter dem Gericht Sulzberg in der „Hueber-Hube“ als letzter und einer der kleinsten Weiler „ze der Darre“ auf. In dieser Örtlichkeit waren – vermutlich durch die besonders sonnige Hanglage – große Dörrgestelle (Darren) zur Trocknung von Flachs und Hanf aufgestellt. Die Einwohner von Doren werden spöttisch auch „Klein-Wiener“ genannt.

### Bevölkerungsentwicklung

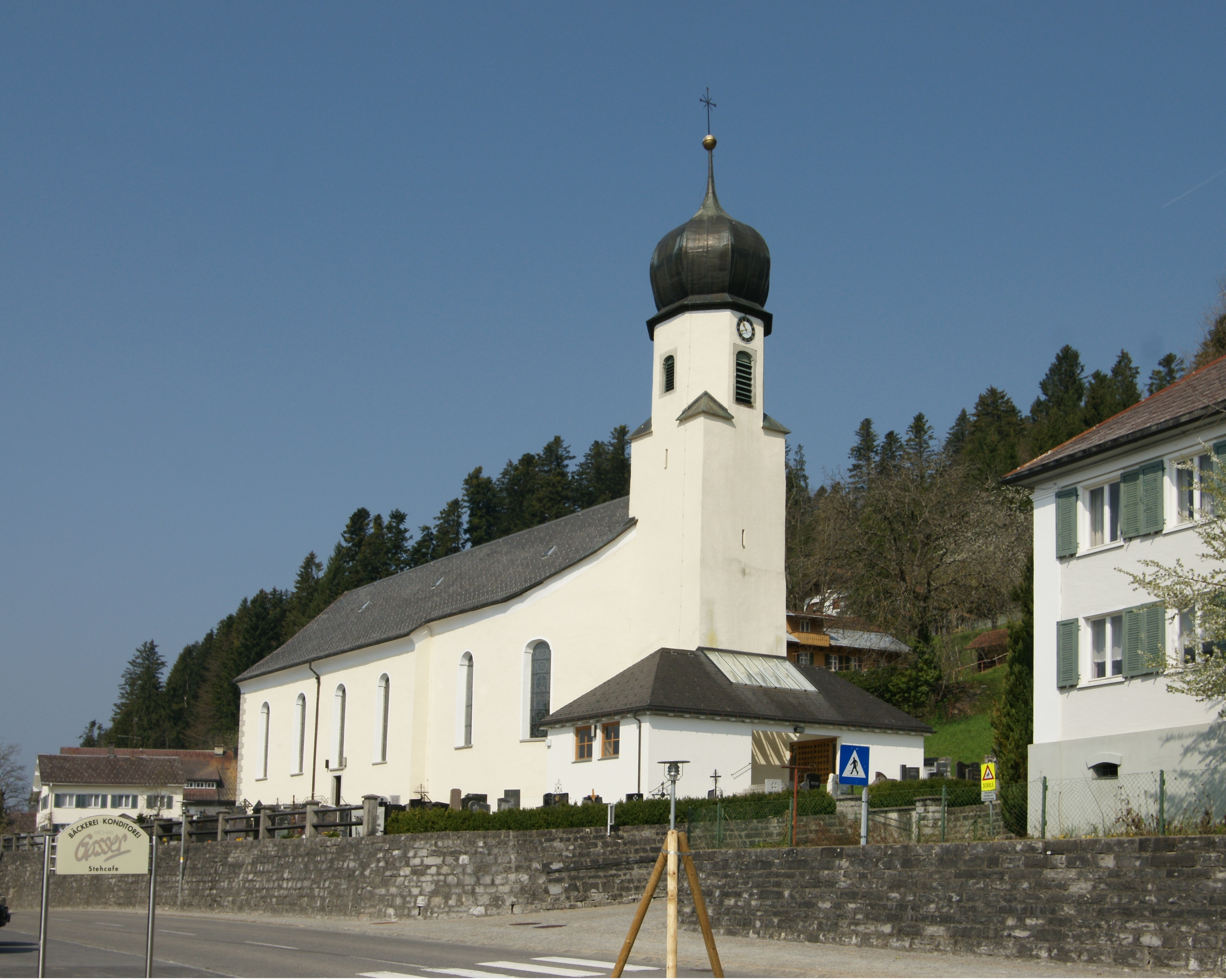
Katholische Pfarrkirche

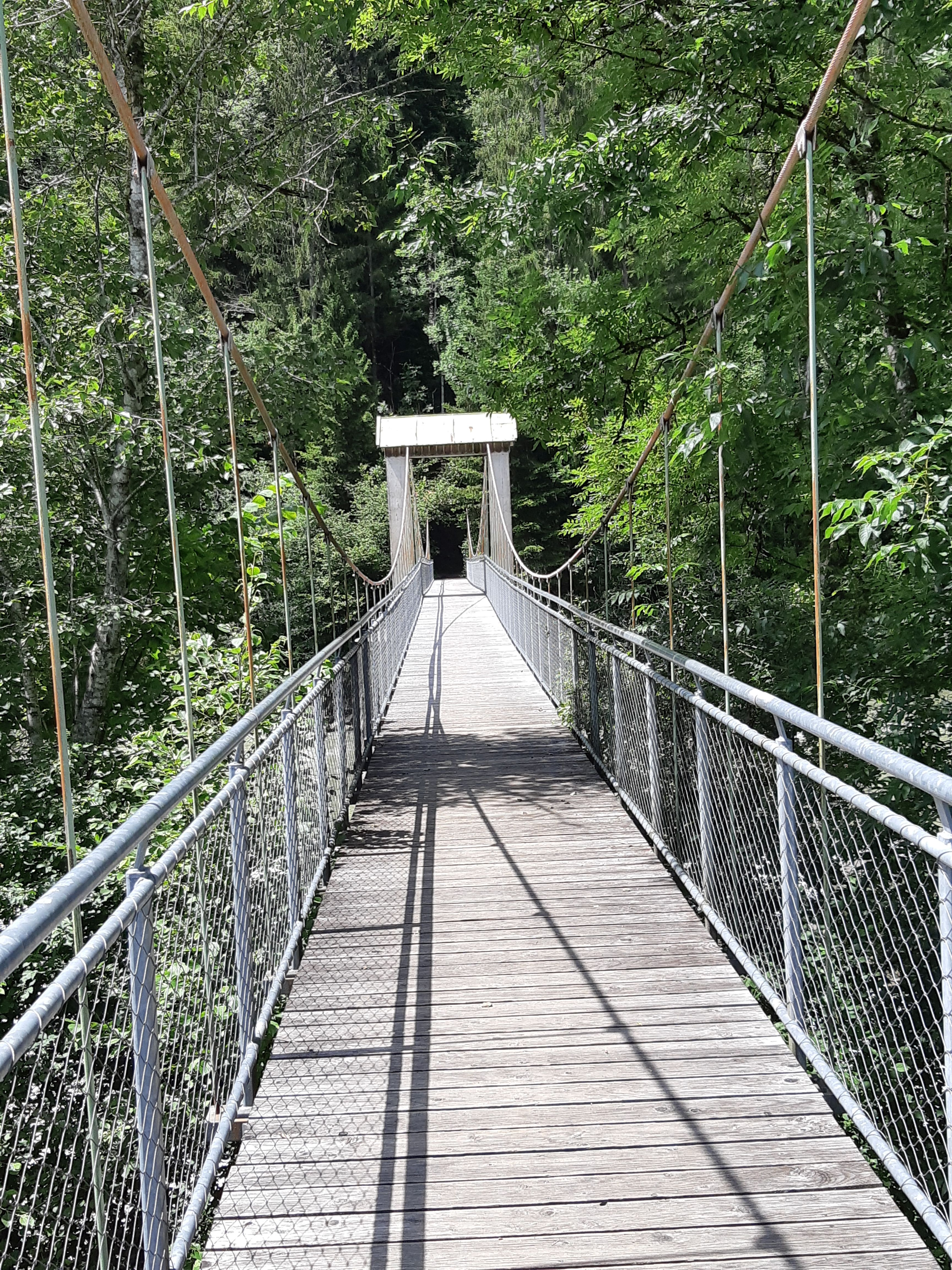
Hängebrücke über die Bregenzer Ach.

## Kultur und Sehenswürdigkeiten

### Bauwerke
- Hängebrücke (Steg Bozenau)
- Brunsttobelbrücke
- Neue Mittelschule Doren[12]
- Volksschule Doren[13]

### Sakralbauten
Das Gebiet der Pfarre Doren gehörte ursprünglich zu Bregenz, ab 1497 zu Sulzberg. Im Jahr 1822 wurde Doren kirchlich als „Expositur“ von der Mutterpfarre Sulzberg abgeteilt und im Jahr 1853 zur selbständigen Pfarre erhoben. Die heutige Pfarre umfasst das Gebiet der politischen Gemeinde Doren.

#### Pfarrkirche hl. Johannes Nepomuk
Die Pfarrkirche wurde im Jahr 1823 erbaut. Sie ist dem hl. Johannes von Nepomuk geweiht. Das Fest des Kirchenpatrons ist am 16. Mai. Die kirchliche Feier, das Patrozinium, wird jeweils am Sonntag davor oder danach begangen.

#### Kapelle zur Friedenskönigin in Brenden
Bereits im Grundriss der Pfarrei Sulzberg aus dem Jahr 1812 war eine Kapelle in Brenden ersichtlich. Die jetzige Kapelle wurde von 1936 bis 1938 mit Hilfe der Bewohnerschaft nach den Plänen von Architekt Hermann Keckeis erbaut. Im Turm befindet sich eine Bronzeglocke, die in der Glockengießerei Grassmayr (Innsbruck) gegossen wurde. Die Glockenweihe fand am 2. Februar 1948 statt.

#### Heiligenkreuzkapelle Sulz
Die Kapelle auf der Sulz wurde in den Jahren 1946/47 von der Familie Josef Baldauf zum Dank für die Heimkehr der Söhne aus dem Zweiten Weltkrieg erbaut. Der Bau erfolgte nach den Plänen von Dr. Hermann Keckeis. Die Weihe der Kapelle fand am 20. Juli 1947 statt.

#### Marienkapelle Moos
Nach dem Abriss der alten Marienkapelle erfolgte am 8. August 1975 die Grundsteinlegung für den Kapellenneubau durch den Obmann der Kapellengemeinschaft Konrad Vögel. Der Neubau erfolgte nach den Plänen von Heribert Höscheler und Josef Schmelzenbach. Die Weihe wurde von Albert Egender am 30. Mai 1977 vorgenommen.

### Kriegerdenkmal
Das Kriegerdenkmal steht neben der Kirche und wurde zum Gedenken an die verstorbenen Soldaten im Ersten und Zweiten Weltkrieg errichtet. Ausgeführt wurde es gemauertes Denkmal mit Kupferdach und weißer Marmorplatte mit Bildrelief „sterbender Soldat mit Heiland“. Darunter befinden sich zwei schwarze Gedenktafeln.

### Gemeindesaal

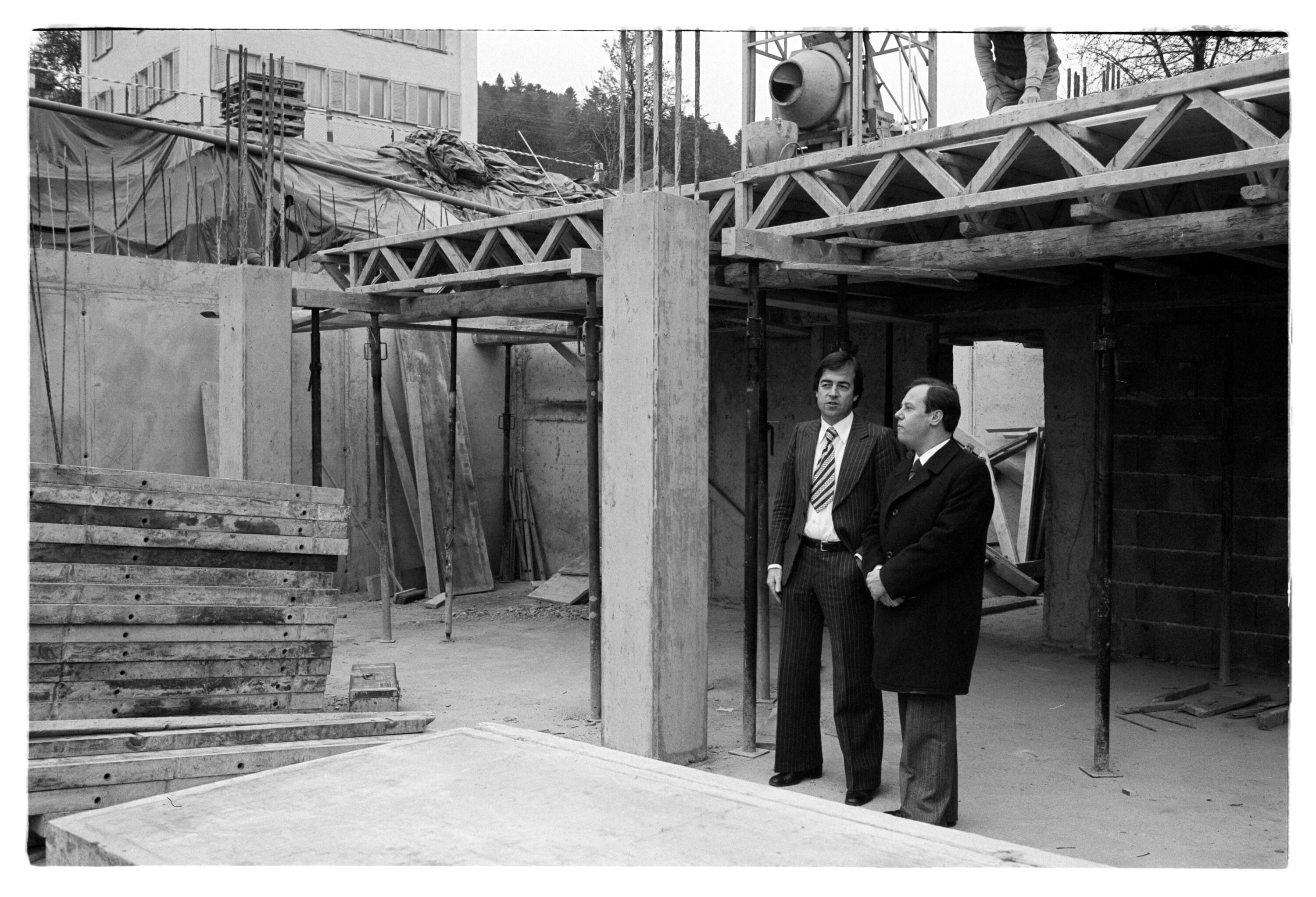
Baustellenbesichtigung Gemeindesaal Doren 1978 (Bürgermeister Paul Feurle und Landesrat Sigi Gasser)

Die ersten Ideen zum Bau eines Mehrzweckgebäudes im Ortszentrum von Doren entstanden
bereits Mitte der 1970er Jahre. Raumbedarf gab es insbesondere für einen zeitgemäßen Veranstaltungssaal sowie für
Proberäume des Musikvereins und der Schützengilde. Zudem plante auch die „Raiffeisenkasse Doren“ zeitgleich einen Neubau ihrer Geschäftsflächen. Der endgültige Beschluss zum Bau wurde am 5. Dezember 1977 durch
die Gemeindevertretung gefasst. Vorangegangen war ein intensiver Bürgerbeteiligungsprozess, da das Gemeindebudget nicht ausreichend war, um die Baukosten von rund sieben Millionen Schilling zu stemmen. Nach einer Bürgerversammlung im Oktober 1977 einigte sich die Bevölkerung, dass sich jede Familie in finanzieller
oder materieller Hinsicht am Projekt beteiligen wird. Nachdem die Gemeindevertreter alle Haushalte besucht und für das Projekt geworben hatten, leistete jede Familie freiwillig und ohne gesetzliche Grundlage einen Beitrag in Höhe eines Monatslohns.

### Sport
Der Fußballclub Doren wurde im Jahre 1978 gegründet. Bis zur Saison 2005/2006 spielte der FC Doren als eigenständiger Verein in der Bregenzerwaldliga, der 2. Landesklasse und in der 3. Landesklasse. Aufgrund von geburtenschwachen Jahrgängen musste sich die Vereinsführung im Jahr 2006 zu einem Zusammenschluss mit dem FC Sulzberg entscheiden. Nach 4 Jahren gemeinsamer Arbeit haben sich die beiden Vereine entscheiden, wieder getrennte Wege zu gehen. Der FC Doren musste somit wieder in der letzten Liga, sprich der 5. Landesklasse starten. Nach vier Aufstiegen in 5 Jahren spielt der Verein ab der Saison 2016/2017 in der 1. Landesklasse. Im Jahr 2014 stieg die Spengerlei und Dachdeckerei Manfred Baldauf als Hauptsponsor im Verein ein. Fortan nennt sich der Verein FC Baldauf Doren.
Die Nachwuchsfußballmannschaften der Gemeinden Doren, Sulzberg und Langen sind im Fußballnachwuchszentrum Rotachtal zusammengefasst.

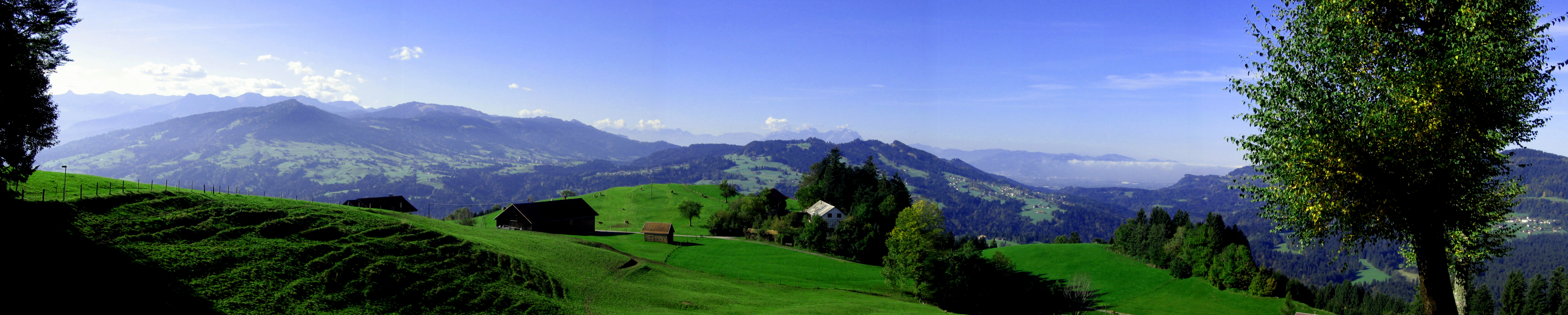
Blick von Doren (Hüttersberg) in Richtung Vorarlberger Rheintal

## Wirtschaft und Infrastruktur

### Wirtschaftssektoren
Die Bauernhöfe im Umfeld Dorens liegen meist sehr verstreut und sind gut zu bewirtschaften. Da die Bauern in Doren mitunter auch für die Forstwirtschaft tätig sind, ist die Land- und Forstwirtschaft in Doren ebenfalls ein wichtiger Wirtschaftsfaktor. Der Anteil der landwirtschaftlichen Flächen an der Gesamtfläche liegt bei 48,9 %.
Von den 45 landwirtschaftlichen Betrieben des Jahres 2010 wurden 23 im Haupt- und 22 im Nebenerwerb geführt. Im Produktionssektors waren 110 Erwerbstätige beschäftigt, davon sechzig Prozent im Bereich Warenherstellung und vierzig Prozent im Baugewerbe. Die wichtigsten Arbeitgeber im Dienstleistungssektor waren die Bereiche soziale und öffentliche Dienste (32), Handel (25), Verkehr (18) und Beherbergung und Gastronomie (15 Erwerbstätige). Überregionale Bekanntheit hat die Firma Steurer, welche Seilbahnen (unter anderem die Karrenseilbahn) baut.
| Wirtschaftssektor            | Anzahl Betriebe | Anzahl Betriebe | Erwerbstätige | Erwerbstätige |
| Wirtschaftssektor            | 2011            | 2001            | 2011          | 2001          |
| ---------------------------- | --------------- | --------------- | ------------- | ------------- |
| Land- und Forstwirtschaft 1) | 45              | 80              | 42            | 33            |
| Produktion                   | 22              | 17              | 110           | 107           |
| Dienstleistung               | 44              | 22              | 114           | 86            |

1) Betriebe mit Fläche in den Jahren 2010 und 1999
| Im Jahr 2011 lebten 552 Erwerbstätige in Doren. Davon arbeiteten 166 in der Gemeinde, mehr als zwei Drittel pendelten aus. Da der Ort hauptsächlich dem Süden zugewandt und das Klima in Doren sehr mild ist, ist die Gemeinde ein beliebter Urlaubsort. Eine Besonderheit für Touristen ist die „KäseStrasse Bregenzerwald“, ein Zusammenschluss von Bregenzerwälder Bauern, Wirten, Handelsbetrieben und Handwerkern. So gibt es in Doren beispielsweise eine, über Doren hinaus, bekannte Dorfsennerei. | Die zur Anzeige dieser Grafik verwendete Erweiterung wurde dauerhaft deaktiviert. Wir arbeiten aktuell daran, diese und weitere betroffene Grafiken auf ein neues Format umzustellen. (Mehr dazu) |

### Unternehmen
Zu den bedeutendsten Unternehmen in Doren zählen:
- Ludwig Steurer Maschinen und Seilbahnbau, Seilbahnbauunternehmen
- Erwin Vögel Transporte und Mietauto GmbH & Co. KG, Transportunternehmen
- Baldauf, Dachdeckerei – Spenglerei GmbH

## Politik

### Gemeindevertretung

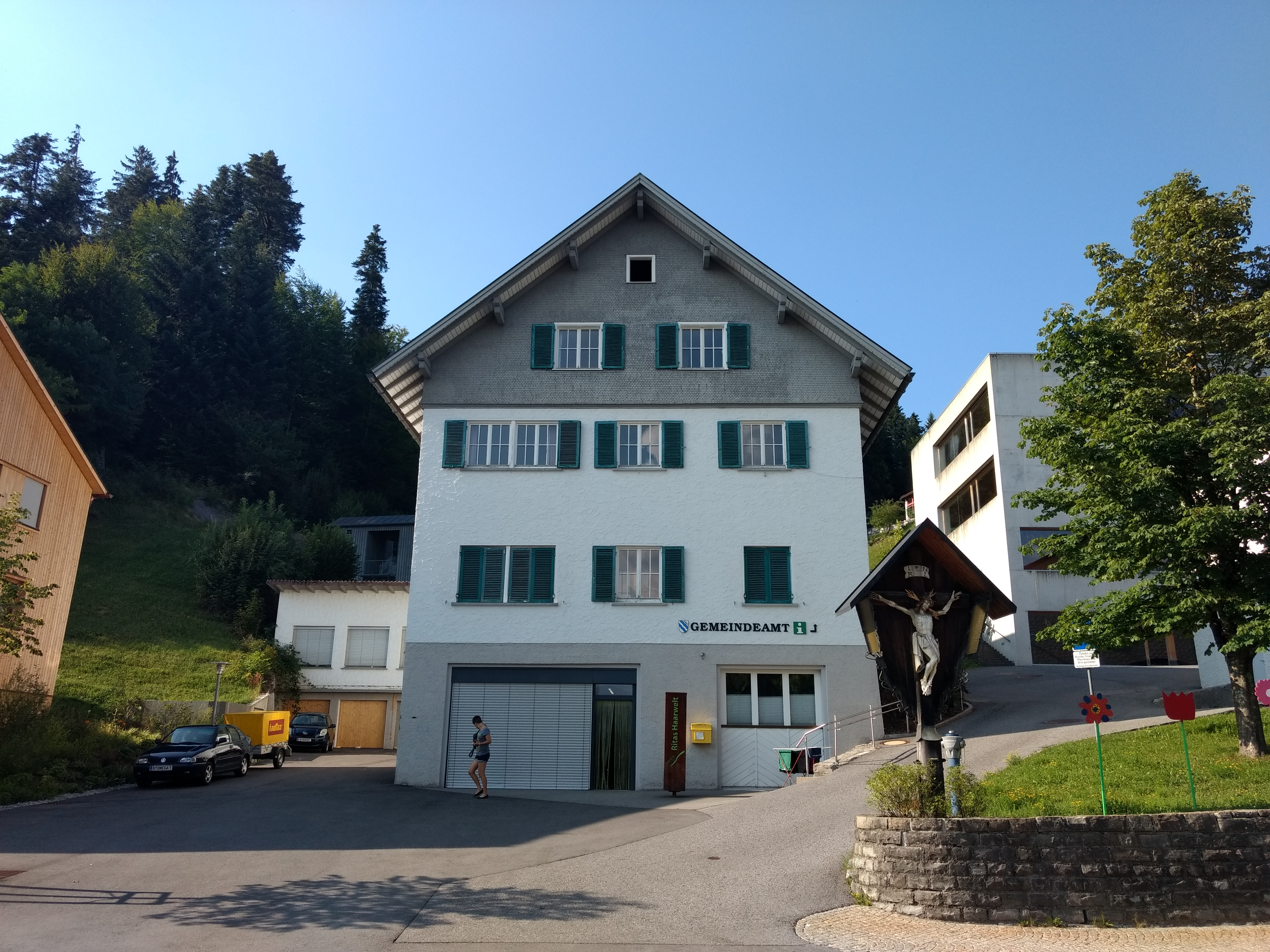
Gemeindeamt Doren.

In Vorarlberg wählen die Bürger alle fünf Jahre die Mitglieder der Gemeindevertretung durch Ankreuzen eines Listen-Wahlvorschlages bzw. durch Mehrheitswahl wenn kein Listenvorschlag vorliegt. Weiters den Bürgermeister durch Ankreuzen eines Wahlvorschlages.
Die Gemeindevertretung wählt in der konstituierenden Sitzung aus ihrer Mitte – sofern keine Wahl durch die Bürger zustande kam – gemäß § 61 Gemeindegesetz einen Bürgermeister und dann einen mindestens dreiköpfigen Gemeindevorstand. Die Zahl dieser „Gemeinderäte“ darf aber gemäß § 55 den vierten Teil der Zahl der Gemeindevertreter nicht übersteigen.
Der Bürgermeister führt den Vorsitz bei den generell öffentlichen Sitzungen der Gemeindevertretung, in denen kommunale Belange besprochen und Beschlüsse gefasst werden. Beobachter haben kein Mitspracherecht und kein Stimmrecht. Die Gemeindevertretung kann nach Bedarf Ausschüsse bestellen. Sitzungen des Gemeindevorstandes und der Ausschüsse sind nicht öffentlich.

#### Sitzverteilung nach den Wahlen
- Gemeindevertretungswahlen 1985: Bürgerliste Doren 15.[27]
- Gemeindevertretungswahlen 1990: Bürgerliste Doren 15.[28]
- Gemeindevertretungswahlen 1995: Bürgerliste Doren 15.[29]
- Gemeindevertretungswahlen 2000: Bürgerliste Doren 15.[30]
- Gemeindevertretungswahlen 2005: Bürgerliste Doren 15.[31]
- Gemeindevertretungswahlen 2010: BÜRGERLISTE DOREN 15.[32]
- Gemeindevertretungswahlen 2015: Bürgerliste Doren 15.[33]
- Gemeindevertretungswahlen 2020: Bürgerliste Doren 15.[34]
- Gemeindevertretungswahlen 2025: Liste Doren 15.[35]

### Bürgermeister
- 1847–1850 Johann Georg Schmid vlg. Kronenwirt, Brenden
- 1850–1864 Michael Hörburger, Schnoran
- 1864–1875 Alios Schmid vlg. Kronenwirt, Brenden
- 1875–1879 Anton Fink, Brenden
- 1879–1900 Johann Peter Vögel vlg. Löwenwirt, Kirchdorf
- 1900–1912 Bernhard Wirthensohn, Brenden
- 1912–1919 Johann Peter Vögel vlg. Löwenwirt, Kirchdorf
- 1919–1931 Anton Herburger, Egg
- 1931–1934 Adolf Vögel, Moos
- 1934–1938 Peter Lingenhel, Huban
- 1938–1945 Otto Nöckl vlg. Adlerwirt, Kirchdorf
- 1945–1946 Gebhard Walser, Kirchdorf[36]
- 1946–1948 Anton Vögel, Kirchdorf[36]
- 1949–1975 Eugen Böhler, Hemmessen[36]
- 1975–1990 Paul Feurle, Kirchdorf[36]
- 1990–1995 Hermann Böhler, Dorf[36]
- 1995–2010 Anton Vögel vlg. Löwenwirt, Kirchdorf[36]
- seit 9. April 2010 Guido Flatz[37]

### Gemeindewappen
Das Gemeindewappen entstand im Jahre 1969 nach einem Entwurf des Schrunser Künstlers und Heraldikers Konrad Honold. Es zeigt die zwei Flüsse Weißach und Bregenzerach. Das Hirschgeweih steht für die Jagd. Die Verleihung durch die Vorarlberger Landesregierung erfolge am 15. Dezember 1970.
Blasonierung: In silbernem Schild zwei schrägrechte blaue Wellenbalken, darüber eine schwarze Hirschstange.

## Persönlichkeiten

### Töchter und Söhne der Gemeinde
- Johann Peter Vögel (* 1852 in Doren; † 1936 ebenda), Abgeordneter zum Vorarlberger Landtag, Politiker, Gastwirt und Bierbrauer
- Josef Bechter (* 1859 in Doren; † 1945 in Sulzberg), Abgeordneter zum Vorarlberger Landtag, Politiker und Landwirt
- Adolf Vögel (* 1891 in Doren; † 1972 ebenda); Bürgermeister, Abgeordneter zum Vorarlberger Landtag, Landesrat in der Vorarlberger Landesregierung, Mitglied des österreichischen Bundesrates